# Olympiska vinterspelen 1956

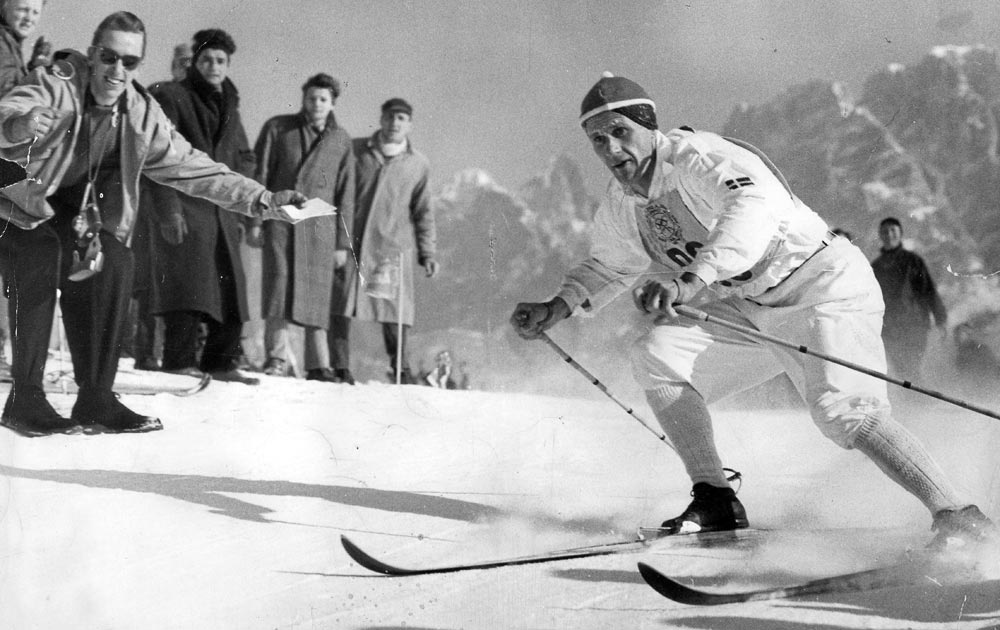
Sixten Jernberg erövrade fyra medaljer, varav ett guld.

Olympiska vinterspelen 1956, de sjunde (VII) olympiska vinterspelen, arrangerades i turistorten Cortina d'Ampezzo i Italien, på cirka 1 200 meters höjd. Till spelen hade byggts en ny skidbacke, en isstadion med konstfrusen bana och med tre läktare under tak. Hastighetstävlingarna på skridsko avgjordes på Lago di Misurina på nära 2 000 m höjd på en förstklassig bana på sjöis. Arrangemangen var av god klass, men publiktillströmningen var en missräkning för arrangörerna. Anledningen torde ha varit bland annat de ovettiga  biljettpriserna och de höga hotellkostnaderna. Sammanlagt sågs spelen på plats av cirka 158 000 åskådare.
I förhållande till spelen fyra år tidigare i Oslo hade man utökat programmet med en ny skiddistans för herrarna – 30 km – samt avkortat 18 km till 15 km och för damerna tillkom stafett 3 x 5 km.
Sovjetunionen deltog för första gången i ett olympiskt vinterspel och blev överlägset bästa nation. Ett visst bakslag upplevde de eftersom man efter de stora sovjetiska framgångarna vid skid-VM 1954 hade räknat med stor dominans av de ryska åkarna.
Ur svensk synvinkel var spelen en stor framgång jämfört med debaclet i Oslo, men det svenska ishockeylaget var en besvikelse och de vann bara två matcher.
Spelens framgångsrikaste deltagare var österrikaren Anton ”Toni” Sailer som vann alla tre utförsloppen för herrar.

## Sporter
| - Alpin skidåkning - Backhoppning - Bob - Hastighetsåkning på skridskor |  | - Ishockey - Konståkning - Längdskidåkning - Nordisk kombination |

## Deltagande nationer
32 nationer deltog i spelen. För Sovjetunionen, Bolivia och Iran var det de första vinterspelen. Idrottare från Väst- och Östtyskland deltog tillsammans som Tysklands förenade lag.
| - Australien - Belgien - Bolivia - Bulgarien - Chile - Tjeckoslovakien - Finland - Frankrike | - Grekland - Iran - Island - Italien - Japan - Jugoslavien - Kanada - Libanon | - Liechtenstein - Nederländerna - Norge - Polen - Rumänien - Schweiz - Sovjetunionen - Spanien | - Storbritannien - Sverige - Sydkorea - Turkiet - Tyskland - Ungern - USA - Österrike |

## Medaljfördelning
Värdnation (Italien)
| Pl. | Nation        | Guld | Silver | Brons | Totalt |
| --- | ------------- | ---- | ------ | ----- | ------ |
| 1   | Sovjetunionen | 7    | 3      | 6     | 16     |
| 2   | Österrike     | 4    | 3      | 4     | 11     |
| 3   | Finland       | 3    | 3      | 1     | 7      |
| 4   | Schweiz       | 3    | 2      | 1     | 6      |
| 5   | Sverige       | 2    | 4      | 4     | 10     |
| 6   | USA           | 2    | 3      | 2     | 7      |
| 7   | Norge         | 2    | 1      | 1     | 4      |
| 8   | Italien       | 1    | 2      | 0     | 3      |
| 9   | Tyskland      | 1    | 0      | 1     | 2      |
| 10  | Kanada        | 0    | 1      | 2     | 3      |

### Fotnoter
1. ↑  ”Cortina d'Ampezzo 1956”. International Olympic Committee. http://www.olympic.org/en/content/Olympic-Games/All-Past-Olympic-Games/Winter/Cortina-dAmpezzo-1956/. Läst 3 mars 2010.
2. 1 2 3  Comitato Olimpico Nazionale Italiano (1956), p. 573